# Asesino de medianoche
Asesino de Medianoche (en italiano: Morirai a mezzanotte, lit. 'Morirás a medianoche') es una película italiana de giallo de 1986 protagonizada por Valeria D'Obici y Leonardo Treviglio, y dirigida por Lamberto Bava.

## Argumento
Después de que Nicola Levi ve a su esposa Sara engañándolo, se emborracha mientras espera que ella regrese a casa, luego la insulta vulgarmente y trata de matarla. Después de que Sara le clava un picahielos en el hombro y Nicola se va furioso, Sara se mete en la ducha, donde es apuñalada hasta la muerte por una figura vestida de oscuro con el picahielos en la casa. Nicola huye y es el principal sospechoso. Se esconde con su exnovia, la psicóloga criminal Anna Berardi, quien está en el caso junto con el inspector Piero Terzi.
El inspector Terzi, que ha perdido su pipa, tiene una hija llamada Carol que estudia psicología criminal en la universidad con el profesor Berardi, junto con sus amigas Gioia y Monica. Uno de sus temas es Franco Tribbo, un asesino en serie extremadamente violento y peligroso de mujeres conocido como el "Destripador de Medianoche", a quien Berardi entrevistó y que se cree murió en un incendio en un instituto mental que se sospecha él inició. En algún momento, la figura se cuela en la universidad y borra todos los registros de los asesinatos de Tribbo.
Con Nicola aún huyendo, otra mujer es forzada a salir de su coche, perseguida hasta un escenario vacío y brutalmente asesinada con el mismo picahielos por la misma figura. Como los cuerpos de ambas mujeres fueron mutilados antes y después de morir, al igual que Tribbo, Berardi teme que siga vivo y matando de nuevo, especialmente al verlo irrumpir en su casa. El inspector Terzi, quien rastreó y arrestó a Tribbo, desestima a Berardi, en parte debido a que ella es mujer y no forma parte de la policía.
La policía fuera de la casa de Berardi ve a Nicola y Berardi peleando por un cuchillo de cocina. El detective dispara y mata a Nicola, lo que traumatiza a Berardi. Sin embargo, los asesinatos no cesan, ya que una cajera de una tienda de lencería es amenazada con un cuchillo y llamada nombres horribles por el asesino, quien ahora parece ser Tribbo con horribles cicatrices faciales del incendio. Después de que Tribbo fuerza a la mujer a usar un sostén de la tienda, ella intenta huir, pero Tribbo la asesina asfixiándola con varias prendas de la tienda.
El inspector Terzi envía a Carol, Gioia y Monica a una casa de vacaciones segura, y poco después, encuentra su pipa de nuevo. Tomándolo como una señal del asesino, se apresura con Alberto, el compañero de clase y amor de Carol. Pero la mayoría de las veces, llegan demasiado tarde, ya que Tribbo asesina a Monica, Gioia y presumiblemente a Berardi cuando llega por sorpresa.
Carol apenas escapa y se encuentra con Alberto, quien dice saber que Berardi es la asesina. Su tesis dice que Tribbo la violó cuando lo entrevistó, y ella debió volverse loca por el trauma hasta el punto de comenzar una nueva serie de asesinatos como Tribbo. Carol no le cree, y cuando intenta mostrarle a las mujeres muertas, Tribbo apuñala a Alberto para incapacitarlo antes de moverse para matar a Carol. El inspector Terzi dispara y mata al asesino, revelando que "Tribbo" estaba usando una máscara con la cara del asesino y en realidad era Berardi. Terzi dice que se dio cuenta de que Berardi lo estaba desafiando a atraparla, devolviéndole su pipa cuando se dio cuenta de la verdad. Él comenta solemnemente que el policía que disparó a Nicola no vio que Anna era quien sostenía el cuchillo.

## Reparto
- Valeria D'Obici como Anna Berardi
- Leonardo Treviglio como Nicola Levi
- Paolo Malco como Inspector Piero Terzi
- Lara Wendel como Carol Terzi
- Lea Martino como Gioia
- Eliana Miglio como Monica (como Eliana Hoppe)
- Barbara Scoppa como Sara Levi
- Massimiliano Baratta como (como Massimo Baratta)
- Loredana Romito como Enfermera
- Dino Conti como Asistente de Terzi
- Marcello Modugno como Alberto
- Loredana Guerra como Vendedora de Lencería
- Gianpaolo Saccarola como Vigilante del Teatro
- Peter Pitsch como Franco Tribbo

## Producción
Producción Asesino de Medianoche fue la segunda película de giallo de Lamberto Bava y fue desarrollada inicialmente como una película para televisión. Bava más tarde declaró que le resultaba incómodo hacer este tipo de películas, afirmando que "Encuentro repugnantes las escenas donde las mujeres son apuñaladas hasta la muerte. Dario Argento lo hace tan bien, pero me siento enfermo en cuanto veo el cuchillo en la mano del asesino".

## Lanzamiento
Estreno Asesino de Medianoche se estrenó en 1986. Fue lanzado en video casero en Dinamarca como Morirás a Medianoche y en Francia como Horror de Medianoche.

## Recepción
En críticas retrospectivas, el crítico e historiador de cine italiano Roberto Curti declaró que la película era "monótona y apenas cautivadora, con solo las secuencias ambientadas en un hotel junto al mar destacando". Adrian Luther-Smith, en su libro Blood & Black Lace, encontró que la película no era un "ejemplar innovador del género", aunque aún tenía suficiente estilo e imágenes para hacerla imprescindible para los habituales del giallo.